# LF+RフライングNIGHT!
LF+RフライングNIGHT!（エルエフアール フライングナイト）とは1999年10月4日から2002年3月28日まで2年半にわたりニッポン放送LF+R枠で毎週月曜～木曜の24:00～25:00まで放送されていた生放送の深夜放送ラジオ番組。MCは荘口彰久（2001年4月26日からは木曜はLF+R RECORD SPECIALとして吉田尚記）。終了後の同枠は「グローバー義和のウラナイ!（当時）」に引き継がれている。

## パーソナリティ
- 荘口彰久（ニッポン放送アナウンサー）※当時
- 八反安未果（木曜）
- 吉田尚記(LF+R RECORD SPECIAL・木曜・2001.4.26-)

## 内容
1999年10月に行われたLF+Rの第一次改編において、allnightnippon SUPER!(22:00-24:00)と@llnightnippon.com(25:00-27:00)の間にあったクールKのフライングビートから、当時ぽっぷん王国やネクストブレイクファクトリーなど担当していた荘口彰久が担当するフライングナイトが始まった。allnightnippon SUPER!と@llnightnippon.comという当時の2つの全国ネット番組の間に挟まった関東ローカルの番組として比較的フリートークが許されていた時間帯なため、荘口の毒味あるフリートークやコアなネタが話題となった。そのため、主にティーン層の聴取率が高く、当時放送されていた、TBSラジオ「Be@t B@by!!」や文化放送「LIPS PARTY 21.jp」を抑え同時間帯聴取率首位となった。
「荘口隊長大変です!」で始まる独特のハガキ、メール、FAXがリスナーから送られ、「岩男潤子と荘口彰久のスーパーアニメガヒットTOP10」から続く荘口の人気を不動にした。
番組の中期には毎週木曜に八反安未果がレギュラーとなったり、LF+Rのパーソナリティがスタジオに乱入するなど、各LF+Rの中核的存在として荘口共々扱われることが多くなった。
番組末期の2002年2月19日から3月4日まで首都圏のサンクスにおいて、番組による『お台場食堂パン』を発売した。
テーマ曲はELITE FORCE「Call it Brisco」。

## 箱番組
- 「独占!!Jリーグエキスプレス」→「Jリーグ totoゴール・フラッシュ!」
- 「V6のカミセンミュージアム」(MC:V6・Coming Century（森田剛,三宅健,岡田准一）
- 「深田恭子 IN MY ROOM」（MC:深田恭子）
- 「ぽっぷん王国ミュージックスタジアム」

特に「深田恭子 IN MY ROOM」は「ゲルゲットショッキングセンター」時代から続く人気番組であった。